# 2 Batalion Mostów Kolejowych

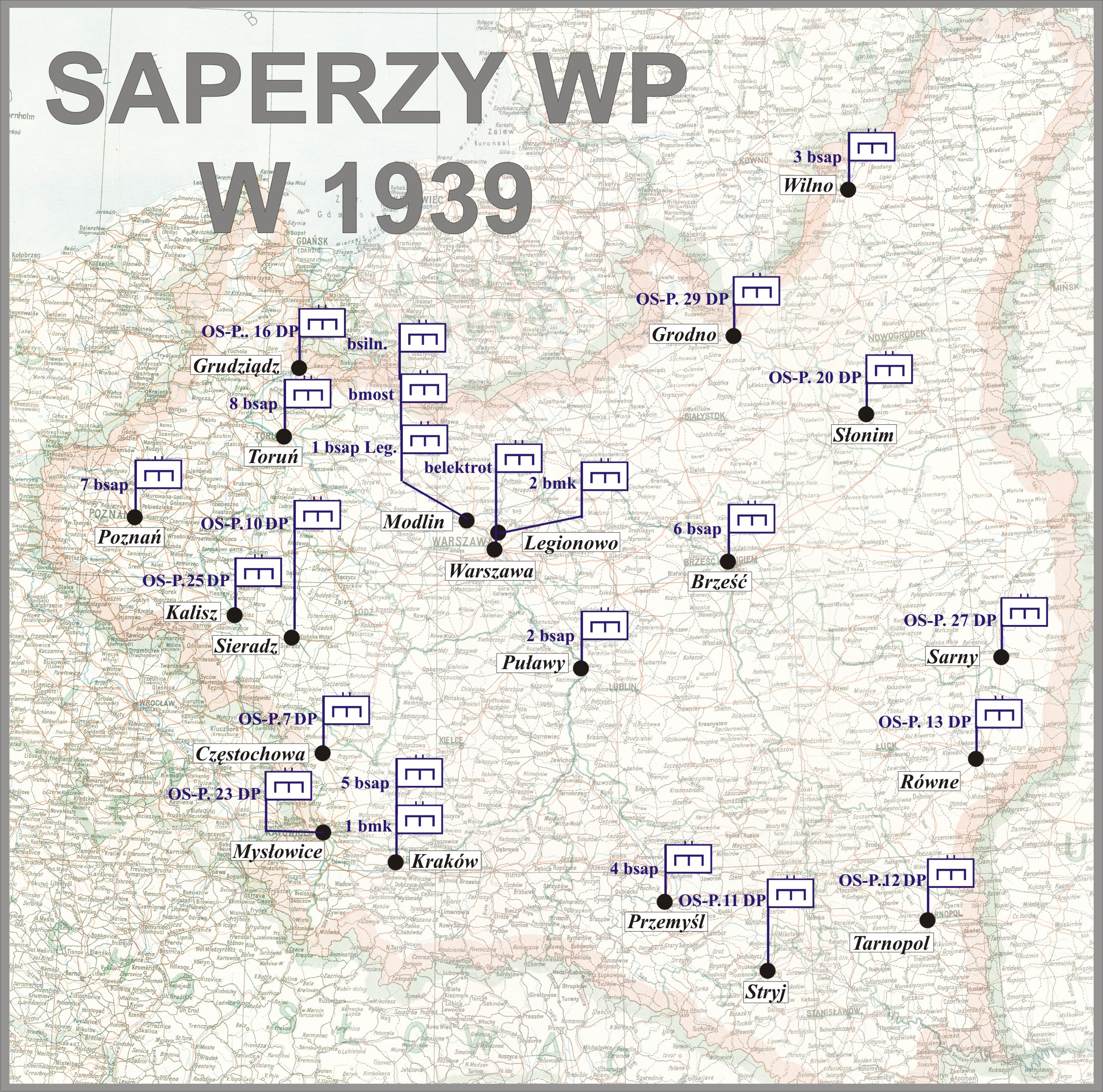
Jednostki saperskie WP w 1939

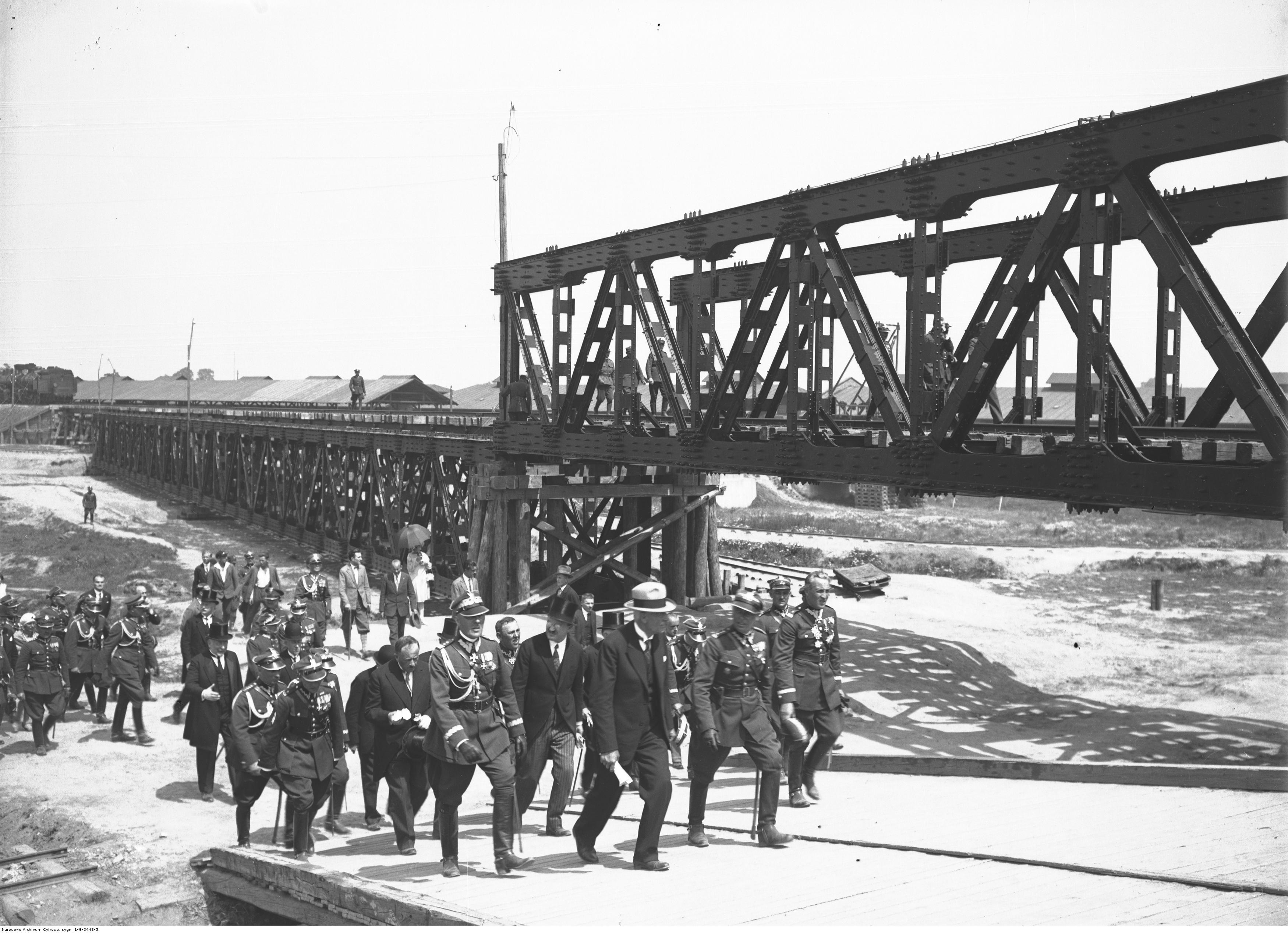
Most kolejowy na Narwi budowany przez 1 i 2 Pułk Saperów Kolejowych. Prezydent RP Ignacy Mościcki zwiedza teren budowy; lipiec 1929

2 Batalion Mostów Kolejowych (2 bmk) – oddział saperów kolejowych Wojska Polskiego w II Rzeczypospolitej.

## Formowanie i zmiany organizacyjne
W 1918 zaczęły powstawać kompanie kolejowe. W 1919 w Jabłonnie została utworzona „Kadra wojsk kolejowych nr 1”. Dowódcą kadry został por. Kwiatkowski. 3 kwietnia 1919 utworzono IV batalion wojsk kolejowych w składzie czterech kompanii (nr 13–16), a 26 kwietnia 1919 III batalion wojsk kolejowych także w składzie czterech kompanii (nr 9-12). 15 grudnia nastąpiła zmiana nazwy oddziału na „1 Kadra Wojsk Kolejowych”. Jej dowództwo objął por. Władysław Ziemiański.
26 stycznia 1920 doszło do kolejnej zmiany nazwy na batalion zapasowy 2 pułk wojsk kolejowych. 13 stycznia 1919, jako pierwsza wyruszyła na front kompania kolejowa nr 13, gdzie odbudowywała m.in. linie kolejowe w rejonie Łap, Białegostoku, Czeremchy, Bielska, Hajnówki, Siemiatycz i Wołkowyska. 14 kompania uruchamiała węzeł w Kowlu, 15 kompania działała na linii Brześć – Baranowicze, 9 kompania pracowała na trasie Warszawa – Brześć – Baranowicze, a 10 kompania prowadziła prace w rejonie Wołkowyska, Zelwy i Baranowicz. 26 sierpnia 1920 przy budowie mostu na Bugu spotkały się po raz pierwszy kompanie obu batalionów.
29 listopada 1921 odbyła się uroczystość z okazji powstania 2 pułku wojsk kolejowych, który formalnie został powołany do życia rozkazem Ministra Spraw Wojskowych z 1 sierpnia 1921. Pułk składał się z dowództwa, sekcji administracyjno-taborowej, dwóch batalionów po trzy kompanie, kolejowej linii ćwiczebnej i kadry baonu zapasowego.
Z dniem 1 sierpnia 1923 pułkownik SG Marian Eugeniusz Kozłowski objął stanowisko szefa Wydziału Wojsk Kolejowych w Departamencie VI Wojsk Technicznych Ministerstwa Spraw Wojskowych. 10 października 1923 nowym dowódcą jednostki został podpułkownik inżynier Władysław Gallas.
1 października 1924, w związku z reorganizacją wojsk kolejowych, 2 pułk wojsk kolejowych zmienił nazwę na 2 pułk saperów kolejowych. W związku z likwidacją 3 pułku wojsk kolejowych w Poznaniu, 2 pułk został uzupełniony częścią jego oficerów i szeregowych.
10 czerwca 1925 na poligonie ćwiczebnym w Jabłonnie została przeprowadzona próba obciążeniowa kolejowego mostu składanego systemu Roth-Wagnera o długości 46,5 m. Do budowy mostu zostały po raz pierwszy wykorzystane elementy wykonane w Polsce przez firmy: „Królewska Huta”, „K. Rudzki i S-ka”, „A. Alscher i Spółka” i inne. Do próby obciążeniowej zostały wykorzystane dwa parowozy Tr21. Kierownikiem budowy mostu był kapitan inżynier Leopold Górka, wykładowca budowy mostów w Obozie Szkolnym Saperów.
Z dniem 31 października 1928 podpułkownik inżynier Władysław Gallas został przeniesiony w stan spoczynku. Obowiązki dowódcy pułku pełnił major inżynier Edward Pietroń, a od 21 lutego 1929 major Mikołaj Jasiński. Z dniem 4 grudnia 1928 oficerowie pułku zostali przeniesieni z korpusu oficerów saperów kolejowych do korpusu oficerów inżynierii i saperów z pozostawieniem na zajmowanych stanowiskach służbowych. Z dniem 1 lipca 1929 na stanowisko dowódcy oddziału został wyznaczony podpułkownik inżynier Wacław Głazek.
20 października 1929, w związki z kolejną reorganizacją wojsk saperskich, 2 pułk saperów kolejowych został przeformowany w 2 batalion mostów kolejowych, który składał się z: dowództwa, kwatermistrzostwa, kompanii administracyjnej, kompanii szkolnej, czterech kompanii mostów kolejowych, kompanii silnikowej, parku z warsztatami oraz linii ćwiczebnej. Niżej wymienieni oficerowie zostali wówczas wyznaczeni na stanowiska służbowe:
- dowódcy batalionu - ppłk inż. Wacław Głazek,
- zastępcy dowódcy batalionu - mjr Józef Bochnia,
- kwatermistrza - kpt. Antoni Śpiewak,
- płatnika - kpt. gosp. Marian Łopatkiewicz,
- dowódcy kompanii szkolnej - kpt. Wacław Stelmachowski,
- komendanta linii ćwiczebnej - kpt. Jan Lityński[8].
- adiutant batalionu/komendant parku - kpt. Kazimierz Biesiekierski

3 sierpnia 1931 podpułkownik inżynier Wacław Głazek został przeniesiony do Korpusu Kontrolerów. 23 marca 1932 major Józef Bochnia został wyznaczony na stanowisko dowódcy batalionu, a zwolnione przez niego stanowisko zastępcy dowódcy batalionu objął z dniem 1 maja 1932 major Stanisław Olczak z Szefostwa Saperów M.S.Wojsk. 25 stycznia 1934 Minister Spraw Wojskowych, marszałek Polski Józef Piłsudski zmienił nazwę garnizonu Jabłonna na „Legionowo”. W tym samym miesiącu major Józef Bochnia został wyznaczony na stanowisko zastępcy delegata Sztabu Głównego przy Dyrekcji Okręgowej Kolei Państwowych w Stanisławowie. Nowym dowódcą batalionu został major Czesław Hellmann, dotychczasowy zastępca dowódcy batalionu mostowego. Major Hellmann objął dowództwo po ukończeniu pięciomiesięcznego kursu oficerów sztabowych saperów przy Wyższej Szkole Wojennej w Warszawie.
Przez cały okres międzywojnia pułk (batalion) prowadził w ramach ćwiczeń prace użytkowe na rzecz gospodarki narodowej. W 1934 batalion uczestniczył w likwidacji skutków powodzi w rejonie Mszany, zbudował mosty w Bogumiłowicach i Myślenicach. Pułk nie uczestniczył bezpośrednio w przewrocie majowym, ale 15 maja 1926 roku wyjechał do Warszawy do dyspozycji dowódcy Okręgu I generała Wróblewskiego. W związku z napiętą sytuacją polityczną 14 maja 1939 powołano na ćwiczenia grupę rezerwistów, a miesiąc później następną grupę. 18 sierpnia ogłoszono wzmocnione pogotowie OPL i przeciwpożarowe. 30 sierpnia 1939 wzmocniono warty koszarowe, wprowadzono nadzór nad studniami w obawie o zatrucie wody.

## Działania batalionu w okresie pokoju
- w latach dwudziestych linii kolejowej na Helu
- w 1928 roku składanego mostu kolejowego pod Tczewem
- w 1930 roku mostu kolejowo-drogowego w Kutach
- w 1931 roku odcinka linii kolejowej Dęblin-Łuków
- w 1931 roku remontowali po powodzi mosty na Bugu w rejonie Małkini i Broku
- w 1934 roku mostu drogowego na Rabie w rejonie Myślenic (po powodzi)[13]

## Mobilizacja 1939
2 batalion mostów kolejowych był jednostką mobilizującą. Zgodnie z planem mobilizacyjnym „W” batalion sformował w Jabłonnie:

- M, brązowa, podgrupa 2, Dowództwo Wojsk Kolejowych w Polu, G2 + 24
- M, brązowa, podgrupa 2, dowództwo grupy wojsk kolejowych nr 11, 12, G2 + 24
- M, brązowa, podgrupa 2, kompania mostów kolejowych nr 11, G2 + 24
- M, brązowa, podgrupa 2, kompania mostów kolejowych nr 12, G2 + 30
- M, brązowa, podgrupa 2, kompania mostów kolejowych nr 13, G2 + 36
- M, brązowa, podgrupa 2, kompania mostów kolejowych nr 14, G2 + 42
- M. brązowa, podgrupa 2, kompania mostów kolejowych nr 15, G2 + 48
- M. brązowa, podgrupa 2, kompania mostów kolejowych nr 16, G2 + 60
- M. I rzut, dowództwo grupy wojsk kolejowych nr 13, 14, - 4 -
- M, I rzut, kompania mostów kolejowych nr 17, 18, 19, - 4 -
- M, I rzut, kompania mostów kolejowych nr 20, 21, 23, 24, 25, - 5 -
- S, I rzut, czołówka warsztatowa mostów kolejowych typ I nr 1, 2, - 6 -
- S, I rzut, stacja elektrowagonowa nr 1, 2, - 6 -
- S, I rzut, czołówka warsztatowa mostów kolejowych typ I nr 3, - 7 -
- S, I rzut, stacja elektrowagonowa nr 3, - 7 -
- S, I nut, czołówka warsztatowa mostów kolejowych typ II nr 4, - 7 -[c]
- M, II rzut, Ośrodek Zapasowy Saperów Mostów Kolejowych nr 2, x -[d]

Na wyposażeniu Grupy Wojsk Kolejowych znajdowały się kbk wz. 92, a pozostałych oddziałów kb wz. 86/93, km wz.08 i maski pgaz. wz. 32.

## Działania bojowe zmobilizowanych jednostek 2 batalionu mostów kolejowych

### Dowództwa Grup Wojsk Kolejowych (GWK)
W ramach planu mobilizacyjnego w batalionie utworzono cztery Dowództwa Grup Wojsk Kolejowych, dwie utworzono podczas mobilizacji alarmowej w grupie "brązowej", dwie w trakcie mobilizacji powszechnej. Zgodnie z etatem każde z dowództw GWK składała się: dowódcy, pocztu, kwatermistrzostwa i drużyny gospodarczej. Stan osobowy to 7 oficerów i 10 szeregowych. Dysponowała 1 samochodem osobowym, 1 rowerem, 1 wozem taborowym, 2 końmi, niektóre grupy miały jeszcze dodatkowo 1 samochód osobowy, 1-2 motocykle. Ponadto dysponowała taborem kolejowym: parowóz typu lekkiego, wagon osobowy, wagon towarowy kryty, platforma.
Dowództwo Grupy Wojsk Kolejowych nr 11
Zmobilizowane w alarmie 25 sierpnia 1939 roku. Przydzielone do Armii „Pomorze”, dowódcą grupy był kpt. Witold Karpowicz, zastępca por. Józef Zając. Zgodnie z planem miały podlegać; 24 kompania mostów kolejowych, 1 czołówkę warsztatową mostów kolejowych i 51 kompanię ruchowo-kolejową. 4 września dowództwo dotarło do Torunia, faktycznie do 11 GWK dołączyła tylko 51 kompania. 4 i 5 września koordynowano działania 51 kompanii na węźle w Toruniu, 6 września przebywała w Ciechocinku, a 51 kr-k przebywała w Aleksandrowie Kujawskim. 7 września 51 kr-k została podporządkowana 12 GWK, a 11 GWK dołączyła do sztabu Armii "Pomorze" i wraz z nim dzieliła dalsze losy. Wycofała się przez Nieszawę, Włocławek, Gostynin do Sochaczewa. Tu w wyniku niemieckich działań uległa rozproszeniu, część żołnierzy przedostała się do Warszawy, pozostali z dowódcą grupy dostali się do niewoli 18 września.
Dowództwo Grupy Wojsk Kolejowych nr 12
Zmobilizowane w alarmie 25 sierpnia 1939 roku. Przydzielone do Armii „Poznań”, dowódcą grupy był kpt. Franciszek Gołaj, zastępcą por. Władysław Kaczorowski. Zgodnie z planem miały podlegać; 25 kompania mostów kolejowych i 41 kompania ruchowo-kolejowa. 12 GWK 1 i 2 września koordynowała pracę 41 kr-k i kolejarzy na liniach i stacjach kolejowych w Inowrocławiu, Mogilnie, Gnieźnie i Wrześni likwidujących skutki ataków lotniczych. 7 września została podporządkowana jej 51 kr-k z Armii "Pomorze". 12 września dotarła do Kutna, następnie przystąpiła do odbudowy mostu kolejowego w Łowiczu na Bzurze. Zgodnie z rozkazem ze sztabu armii prace przerwano i podjęto marsz do Warszawy, gdzie dotarł tylko dowódca grupy. 12 GWK wraz z podległymi pododdziałami dołączyła do 16 DP i 20 września w rejonie Sochaczewa dostała się do niewoli.
Dowództwo Grupy Wojsk Kolejowych nr 13
Zmobilizowane w mobilizacji powszechnej 4 września 1939 roku. Zgodnie z planem miała wejść wraz z 23 kompanią mostów kolejowych i 31 kompanią ruchowo-kolejową w skład SGO „Narew”. Dowódcą grupy był mjr Cyprian Ułaszyn, zastępcą kpt. inż. Władysław Ruchaj. Jednakże z uwagi na zmianę sytuacji operacyjnej nie dołączyła do swojego przydziału wojennego. 6 września wraz z 23 kmk dotarła transportem kolejowym do stacji Warszawa-Praga, gdzie odbudowywała linię i stację po zniszczeniach, powstałych na skutek ataków lotniczych. Następnie transport GWK nr 13 i 23 kmk przez Mińsk Mazowiecki dotarł do Siedlec, skąd polecono udać się do stacji wyczekiwania w Rafałówce. transport poprzez Łuków, Lublin, Kowel, Sarny dotarł do celu 17 września. W trakcie dyslokacji 23 kmk naprawiała skutki nalotów. Z uwagi na zbliżanie się wojsk sowieckich, grupa przez Kowel dotarła do stacji kolejowej w Małoryta. Tam po zniszczeniu sprzętu grupa dzieliła dalsze losy z Grupą/Dywizją „Brzoza” i SGO „Polesie”.
Dowództwo Grupy Wojsk Kolejowych nr 14
Zmobilizowane w mobilizacji powszechnej 8 września 1939 roku. Zgodnie z planem miała być w dyspozycji Naczelnego Wodza z miejscem dyslokacji w Siedlcach. Dowództwo grupy wyruszyło transportem kolejowym przez Radzymin, Tłuszcz, Mińsk Mazowiecki do Siedlec. z powodu zniszczeń torów na stacji kolejowej Mrozy opuszczono transport i wyruszono w kierunku Siedlec, w trakcie marszu 14 września w efekcie ataku wojsk niemieckich grupa uległa rozproszeniu. Część dołączyło do batalionu kpt. Bronisza w rejonie Mrozów, część z por. Strąkiem dołączyła marszem pieszym do SGO „Polesie”.
- dowódca grupy – kpt. sap. August Bronisław Urbańczyk[16]
- zastępca dowódcy grupy – por. Mieczysław Strąk[16]
- adiutant – ppor. Stanisław Pawłowicz

### Kompanie mostów kolejowych (kmk)
W ramach mobilizacji alarmowej i powszechnej 2 bmk zmobilizował 15 kompanii mostów kolejowych. Zadaniem kompanii było utrzymanie w stanie przejezdnym wytypowanych linii kolejowych, miały odbudowywać mosty, wiadukty i przepusty kolejowe, zniszczone lub uszkodzone w trakcie działań bojowych. Każda kompania mostów kolejowych składała się z; dowódcy, pocztu dowódcy z kancelarią, drużyny łączności, obsługami ckm, 4 plutonów budowlanych, plutonu elektrotechnicznego, plutonu gospodarczego. Etat kmk, to; 7 oficerów, 308 szeregowych. Kompania poruszała się w 5 składach kolejowych (dla plutonów budowlanych: 4 parowozy typu lekkiego, 16 wagonów krytych 10T mieszkalne, 4 wagony kryte 15T na sprzęt 8 platform 15T na materiał nawierzchniowy, drezyny i ckm plot.), (dla bazy kompanii tj. dowództwa, plutonu elektrotechnicznego i plutonu gospodarczego: parowóz typu ciężkiego, 4 platformy 15T z przęsłem mostowym i palami drewnianymi, materiałem nawierzchniowym, kafarami, drezyną i ckm plot., wagon 10T z materiałami wybuchowymi, 3 wagony kryte 15T ze sprzętem technicznym i warsztatem, platforma 10T z 2 kuchniami polowymi, wagon osobowy oficerski, 4 wagony kryte 10T mieszkalne saperów, 6 wagony kryte 10T; sanitarny i kancelaria, wartownia, podoficerski mieszkalny, magazyn broni i mundurowy, kuchenny, 2 kryte 10T magazyny żywności, platforma 15T na pojazdy), gdzie przewożono sprzęt, wyposażenie i cały stan osobowy, dodatkowo dysponowano 1 samochodem osobowym, 1 samochodem ciężarowym, 1-2 motocyklami oraz niektóre kmk posiadały ciągniki na prowadnicach szynowych typu C4P lub C7P oraz C2P. Uzbrojenie zespołowe kmk to 5 ckm plot..

#### 11 kompania mostów kolejowych
Kompania została sformowana w dniach 24-27 sierpnia 1939, w mobilizacji alarmowej. Kompania została przydzielona do SGO „Narew” z zadaniem ochrony linii kolejowej nr 501 na odcinku Małkinia–Białystok i odbudowy stacji kolejowych Łapy i Białystok. 27 sierpnia 1939 wyjechała do stacji kolejowej Łapy, do 5 września utrzymywała pełną przejezdność węzła kolejowego. Po ciężkim bombardowaniu 5 września uruchomiono jeden tor. 7 września z uwagi na zagrożenie atakiem wojsk niemieckich od strony północnej, kompania odjechała przez Białystok, Brześć, Kowel do Sarn, gdzie przybyła 15 września, naprawiając po drodze uszkodzenia linii kolejowej. Prowadzący prace w rejonie Małkini pluton porucznika Namiotkiewicza został odcięty od kompanii i dołączył na stacji kolejowej Tłuszcz do Ośrodka Zapasowego Mostów Kolejowych nr 2. Od kompanii odłączyła się też grupa 20 saperów z ppor. rez. Barwińskim 19 września znalazła się w Landwarowie, gdzie dołączyła do 14 kmk. Po agresji ZSRR, dowódca kompanii wycofał 11 kmk przez Kowel na zachód, z uwagi na wysadzenie mostu kolejowego na Bugu w pobliżu Dorohuska, kompania zniszczyła wyposażenie i sprzęt ciężki i pomaszerowała w kierunku do Chełma Lubelskiego na południe kraju, pod Zamościem 11 kmk dostała się do niewoli sowieckiej.
- dowódca kompanii – kpt. sap. inż. Józef Paroński
- oficer techniczny (zastępca dowódcy kompanii) – ppor. sap. Jerzy Adam Wieńszczak[21]
- dowódca plutonu – ppor. sap. rez. inż. Stanisław Sylwester Namiotkiewicz †17 IX 1939 Mrozy[22]
- dowódca plutonu – ppor. sap. rez. inż. Edward Barwiński[23]

#### 12 kompania mostów kolejowych
Sformowana w mobilizacji alarmowej 24-27 sierpnia 1939 roku, pod dowództwem kpt. inż. Floriana Dworaka. 27 sierpnia 1939 r. wyjechała do stacji kolejowej Skierniewice. Plutony pracowały na odcinkach Piastów-Skierniewice, Skierniewice-Koluszki, Koluszki-Piotrków Trybunalski. 5 września wycofał się z uwagi na zbliżanie się wojsk niemieckich pluton z odcinka Piotrków Tryb.-Koluszki. Do 8 września prowadzono prace na pozostałych odcinkach. 8 września z uwagi na zagrożenie kompania przemieściła się na stację kolejową Włochy. Z uwagi na brak możliwości przejazdu z powodu na uszkodzenia toru i stojące transporty, kompania utknęła. W godzinach popołudniowych oddziały niemieckie zaatakowały rejon Włoch,12 kmk przystąpiła do walki w obronie rejonu stacji kolejowej. Siła natarcia i ostrzał pociągu doprowadził do wycofania się kompanii, a następnie jej podziału. Większość kompanii pod dowództwem ppor. H. Reinhardta i ppor. rez. inż. Czarnoty-Bojarskiego marszem pieszym 8 września wieczorem dotarła do koszar 2 bmk do Legionowa, tam na rozkaz dowódcy OZMK nr 2, kompania nazajutrz udała się na Dworzec Warszawa-Wschodnia, tam dowódca kompanii ściągnął przy pomocy kolejarzy składy kompanii z Włoch. Ze względu na braki kompania została uzupełniona żołnierzami i sprzętem 52 kmk i 11 kompanii kolejowo-drogowej. Od 12 września 12 kmk brała udział w obronie Warszawy, prowadziła odbudowę kolejowego węzła warszawskiego, przewoziła zaopatrzenie pomiędzy dworcami Warszawa Wschodnia, Gdańska i Zachodnia oraz ze składów amunicji w Palmirach. Została rozwiązana po kapitulacji Warszawy w dniu 28 września. Część kompanii pod dowództwem zastępcy dowódcy ppor. Stanisława Radomskiego wycofała się na wschód, przekroczyła Wisłę i dotarła do Chełma Lubelskiego, tam po pobraniu sprzętu saperskiego 14 września pluton ppor. Radomskiego został skierowany do Dorohuska do obrony mostu kolejowego i drogowego na Bugu. 15 i 16 września pluton prowadził naprawy torów w pobliżu mostów ponosząc straty od ataków lotnictwa niemieckiego. 17 września pluton od strony wschodniej z rejonu Jagodzina odparł dwa natarcia niemieckiego patrolu pancerno-motorowego na most. 18 września wobec braku możliwości prowadzenia dalszych prac wycofał się na południowy wschód w kierunku Lwowa. 22 września pluton dostał się do niewoli niemieckiej w miejscowości Zapytowo.

#### 13 kompania mostów kolejowych
Sformowana w mobilizacji alarmowej 24-27 sierpnia 1939 roku, pod dowództwem kpt. Zdzisława Sroczyńskiego. 27 sierpnia 1939 r. wyjechała do stacji kolejowej Skarżysko Kamienna. Pracowała na odcinku Skarżysko Kamienna-Sandomierz do 6 września. Od 6 do 10 września kompania przemieszczała się szlakiem kolejowym do Lublina naprawiając zniszczenia. 14 września 13 kmk dotarła do Chełma Lubelskiego, a następnie została skierowana do naprawy mostu kolejowego w Dorohusku na Bugu. Po naprawieniu mostu wyruszyła przez Kowel do Równego, który osiągnęła 17 września. 18 września dowódca kompanii na wieść o zbliżaniu się wojsk sowieckich rozwiązał 13 kmk, sam przedostał się na Węgry, część żołnierzy i oficerów dostała się do sowieckiej niewoli.

#### 14 kompania mostów kolejowych
Sformowana w mobilizacji alarmowej 24-25 sierpnia 1939 roku, pod dowództwem kpt. inż. Stanisława Wiatrowskiego. 26 sierpnia 1939 r. wyjechała do stacji kolejowej w Tłuszczu. 29 sierpnia została skierowana do Białegostoku i tam objęła linię kolejową na odcinku od Łososina do Łap. Do 10 września kompania pracowała na swoim odcinku. Od 11 września z uwagi na zagrożenie atakiem wojsk niemieckich kompania wycofywała się sukcesywnie do Wołkowyska, na stacji kolejowej Rzednia dwa dni usuwano zniszczenia po nalocie lotniczym. Sukcesywnie wycofywane z rejonu Białegostoku plutony zbierały się do 14 września w kierunku Grodna. Od 14 września podjęto prace na odcinkach Sokółka-Suwałki, Grodno-Sokółka, Grodno-Mosty i w kierunku na Wilno. 15 września dokonano zniszczeń linii kolejowej na odcinku Sokółka-Kuźnica przy pomocy "Pętli L" 17 września na rozkaz zastępcy dyrektora ds. wojskowo-kolejowych Wileńskiej DOKP ppłk Tobika wykonania dalszych zniszczeń na odcinku od Kuźnicy do Grodna i nawierzchni mostu kolejowego w Grodnie. 18 września 14 kmk przybyła do Wilna, podjęto budowę umocnień w rejonie Landwarowa, jeden pluton naprawiał most kolejowy na Wilii uszkodzonego przez sowieckich dywersantów. Jeden z plutonów był ostrzeliwany przez czołgi sowieckie. Nocą 18/19 września 14 kmk z Wilna przez Landwarów dojechała do miejscowości Zawiasy. 19 września kompania otrzymała rozkaz przekroczenia granicy z Litwą, dołączyła grupa saperów z 11 kmk. Dowódca kompanii zwolnił do domu żołnierzy kompanii, a z grupą pozostałych tj. 6 oficerów i ok. 100 szeregowych oraz całym sprzętem przekroczył granicę litewską 19 września w grupie płk Siedleckiego.

#### 15 kompania mostów kolejowych
Sformowana w mobilizacji alarmowej 24-27 sierpnia 1939 roku, pod dowództwem kpt. sap. Włodzimierza Lichacza. 27 sierpnia 1939 r. wyjechała do stacji kolejowej Łowicz. Pracowała na odcinkach: Błonie (pluton ppor. sap. rez. Henryka Sikorskiego), Sochaczew, Łowicz i Głowno (pluton ppor. sap. rez. inż. Mariana Władysława Janusza Wesołowskiego). Dalsze losy kompanii nie są znane. Podporucznik Sikorski, ps. „Longin” (1901–1978), walczył w powstaniu warszawskim jako oficer Szefostwa Saperów Okręgu Warszawskiego AK.

#### 16 kompania mostów kolejowych
Sformowana w mobilizacji alarmowej 24-25 sierpnia 1939 roku, pod dowództwem kpt. Włodzimierza Seweryn Godka. 26 sierpnia 1939 r. wyjechała do stacji kolejowej Tłuszcz i miała oczekiwać na dalsze rozkazy na linii ćwiczebnej do Pilawy. Od 31 sierpnia obsadzała odcinek Grodno-Landwarów, plutonami na stacjach kolejowych Porzecze, Marcinkańce, Orany. Od 2 września pluton z Marcinkaniec przesunięto do Augustowa i zajmował się odcinkiem Suwałki-Sokółka. Nocą 5/6 września 16 kmk telefonogramem ze Sztabu Naczelnego Wodza udała się do Brześcia n/Bugiem. 6 września kompania dotarła do stacji Kleszczele, gdzie w ciągu 6 godzin naprawiono most na rzece Nurzec. 7 września nowym rozkazem 16 kmk udała się do Kowla, obsadzając 8 września plutonami stację kolejową we Włodzimierzu Wołyńskim, Turopinie, a resztą kompanii stację kolejową Kowel II. Od 9 września pracował jeden z plutonów na trasie Brześć-Kowel. Kompania pracowała dniem i nocą, gdyż ataki lotnicze były wykonywane średnio po trzy dziennie. 13 września była bombardowana w Kowlu baza kompanii, gdzie było rannych i kontuzjowanych 6 żołnierzy, zniszczeniu uległy 3 wagony i 1 ckm. 18 września kpt. Godek otrzymał od dowódcy w Kowlu rozkaz rozformowania kompanii w związku z agresją sowiecką. Dowódca nie wykonał go. Z częścią kompanii, pod dowództwem kpt. Godka saperzy budowali umocnienia i kładli miny ppanc. na skrzyżowaniu dróg Kobryń-Włodawa i Brześć-Kowel. 23 września grupa pomaszerowała do Włodawy. Tam po kilku dniach dołączyła do SGO „Polesie”. Podczas walk o Parczew, Serokomlę i Kock grupa poniosła stratę 14 poległych i 40 rannych. Pozostała część kompanii pod dowództwem ppor. rez. inż. Henryka Janczewskiego wraz z żołnierzami 122 kompanii roboczej drogowo-kolejowej, załadowano na pozostały tabor kompanii wszystkich żołnierzy saperów i innych chcących walczyć oraz broń i amunicję i nocą 18/19 wyruszył z Kowla w kierunku Włodzimierza Wołyńskiego. Na stacji kolejowej Turzyska z uwagi na uszkodzenie mostu na Turii oddział spieszył się zabierając 2 armaty ppanc, 30 ckm, 16 lkm, amunicję część sprzętu saperskiego dwa ciągniki C2P, kuchnie polowe itp. 20 września maszerując w kierunku Bugu osiągnął rejon Dubienki przeprawił się na brzeg zachodni promem. 21 września oddział uruchomił pociąg w rejonie Rejowca, którym dojechał do miejscowości Trawniki. Oddział ppor. Janczewskiego wszedł w skład Grupy „Chełm” płk dypl. Płonki wraz z nią walczył w charakterze piechoty pod Trawnikami, Fajsławicami i Łapiennikiem Nadrzecznym. 26 września oddział maszerował do Żółkiewki, po postoju, 28 września przez Wysokie, Chrzanów dotarł w rejon Dzwoli, gdzie oddział uczestniczył w walce z dywizjonem ppanc. niemieckiej 27 DP. Po dojściu do wsi Momoty-Domostwo Grupa płk Płonki została otoczona przez wojska sowieckie i skapitulowała 2 października. Ppor. Janczewski z ochotnikami ze swojego oddziału pomaszerował do Puszczy Solskiej i po przeprawie przez rzekę Tanew z uwagi na duże nasycenie wojskami okupantów terenu, wypłacił każdemu pieniądze, bron ukrył lub zniszczył, a oddział 16 kmk rozwiązał 4 października.

#### 17 kompania mostów kolejowych
Sformowana w mobilizacji powszechnej jako pierwsza w dniach 31 sierpnia-2 września 1939 roku, pod dowództwem kpt. Stanisława Bury-Burzyńskiego. 3 września 1939 r. wyjechała do stacji kolejowej Warszawa Wschodnia. Dowódca kompanii od Dowódcy Wojsk Kolejowych w Polu płk Słapka otrzymał rozkaz utrzymania sprawności torów i urządzeń stacyjnych na terenie prawobrzeżnej części Warszawy. 4 września po dwukrotnych nalotach na dworzec Warszawa Wschodnia uszkodzone zostały tory i linia średnicowa. Naprawa trwała ponad 16 godzin. 5 września kpt. Bury-Burzyński fonogramem płk. Spałka został wyznaczony dowódcą Grupy Wojsk Kolejowych węzła warszawskiego. Zebrał blisko 600 saperów kolejowych z różnych pododdziałów. 5–7 września plutony prowadziły prace naprawcze i odbudowę zniszczeń na węźle warszawskim, przerwy powstałe z powodu bombardowań nie trwały dłużej niż 3 godziny. Straty to 2 poległych, 7 rannych, 6 chorych i 11 zaginionych. Jeden z plutonów prowadził prace na linii Warszawa Wsch.–Rembertów. 8 września ponownie zbombardowany został Dworzec Wsch. i baza kompanii, straty to 3 poległych i 4 rannych. 9 września z dowództwa Armii „Modlin” otrzymał rozkaz usuwania szkód na linii Warszawa Wschodnia–Rembertów–Mińsk Mazowiecki–Siedlce. Na odcinku tym pracowała cała 17 kmk w dniach 10–13 września, sukcesywnie przesuwając się na odcinek Mińsk Maz.–Siedlce. 13 września kompania osiągnęła stację kolejową w Mrozach, gdzie od 13 do 15 września uruchomiła stację pomp i ułożyła do stacji Sosnowe 200 m torów kolejowych. Kpt. Bury-Burzyński, podporządkował się płk. Prus-Więckowskiemu w miejscowości Skruda dowodzącemu żołnierzami w zablokowanych transportach kolejowych. Zgrupowanie 17 kmk liczyło ok. 430 saperów uzbrojonych 6 ckm, 11 lkm i rkm, broń ręczną i granaty. Miało zadanie bronić rejon stacji kolejowej w Mrozach od strony zachodniej i Kałuszyna. 16 września w godzinach południowych 17 kmk odparła natarcie dwóch niemieckich kompanii piechoty ze składu niemieckiej 12 DP, ze wsparciem artylerii od strony Kałuszyna na Mrozy. Następnie ze wsparciem pociągu pancernego nr 52 "Piłsudczyk" wykonała kontratak w wyniku którego wzięto do niewoli 5 jeńców i zdobyto motocykl. Straty własne to 2 żołnierzy poległo, rannych zostało 6, artyleria niemiecka rozbiła 2 ckm-y. W godzinach popołudniowych nieprzyjaciel wykonał ponowne natarcie wdzierając się do Mrozów, gdzie doszło do zaciętych walk, również wręcz na białą broń. Obronę ponownie wsparł „Piłsudczyk”, zdołano wyprowadzić część składów 17 kmk, w trakcie tych walk kompania poniosła wysokie straty sięgające 30% stanu osobowego. Zastępca dowódcy 17 kmk por. Zygmunt Musiał został odcięty z połową kompanii od pozostałej części. Nocą 16/17 września przebił się przez pierścień okrążenia ze 150 saperami. Grupa ta usiłowała przedostać się do Warszawy, po dojściu do Mlądza 19 września, z uwagi na liczne jednostki niemieckie skierowała się w kierunku Chełma Lubelskiego. W trakcie marszu stoczyła z oddziałami niemieckimi dwie potyczki we wsi Niedźwiada niedaleko Lubartowa i we wsi Zielone Grądy koło Rudy Huta, gdzie grupa została rozbita. Por. Musiał wraz z 19 saperami przedarł się do SGO „Polesie”. Pozostała część 17 kmk wraz z dowódcą kpt. Burym-Burzyńskim weszła w skład innych pododdziałów Grupy płk. Prus-Więckowskiego, a dowódca kompanii został kwatermistrzem grupy.

#### 18 kompania mostów kolejowych
Sformowana w mobilizacji powszechnej w dniach 31 sierpnia–3 września 1939 roku, zgodnie z planem przeznaczona była do obsadzenia linii kolejowej Warszawa–Małkinia. Dowódcą kompanii był kpt. Mieczysław Chołąckiewicz lub por. Emil Franciszek Tichy. Nieznany jest przebieg jej działań podczas września 1939 roku.

#### 19 kompania mostów kolejowych
Sformowana w mobilizacji powszechnej w dniach 31 sierpnia–2 września 1939 roku, pod dowództwem kpt. inż. Stanisława Dąbrowskiego. 3 września kompania z Legionowa przejechała przez dworzec Warszawa-Zachodnia do Modlina, stąd rano 4 września dotarła do Kutna. Kompania stacjonowała na stacji kolejowej Strzelce Kutnowskie, dwa plutony pracowały na linii Kutno-Płock. Od 5 września na rozkaz zastępcy Dowódcy Wojsk Kolejowych w Polu ppłk Stelmachowskiego kompania przystąpiła do odbudowy kolejowych połączeń telefonicznych na linii Kutno-Toruń. 6 września ze względu na doszczętne zniszczenie przez bombardowania węzła kutnowskiego, otrzymano rozkaz pozostawienia pociągów na stacji w Strzelcach Kutnowskich i marszu do Mińska Mazowieckiego. Od rana 7 września 19 kmk podjęła marsz pieszy, po dotarciu do Żychlina wieczorem, kolumna została zawrócona do Strzelec Kutnowskich, gdzie przybyła nad ranem 8 września. Po ustaleniu, iż rozkaz powrotu był fałszywy ponownie kompania podjęła marsz w pierwotnym kierunku, rekwirując wozy konne do przewozu sprzętu saperskiego i żołnierzy z otartymi nogami. W rejonie Błonia 10 września 19 kmk została ostrzelana ogniem niemieckiej artylerii i broni maszynowej zbliżających się jednostek niemieckich uległa częściowemu rozproszeniu. Maszerujący z pojazdami samochodowymi zastępca dowódcy por. Bucza, dojechał do Mińska Maz. i nie doczekawszy kompanii udał się do Brześcia n/Bugiem, a potem do Kowla, gdzie dołączył do 16 kmk. 10 września wieczorem większość kompanii dotarła do Warszawy, gdzie na rozkaz dowódcy 52 GWK kompania udała się na dworzec Warszawa-Gdańska, tu objęto skład kolejowy z lokomotywą. 19 kmk uczestniczyła w obronie Warszawy pracując na linii w kierunku do Palmir i w rejonie Dworca Gdańskiego. 19 kmk uczestniczyła w budowie i obsadzie improwizowanego pociągu pancernego.

#### 20 kompania mostów kolejowych
Sformowana w mobilizacji powszechnej w dniach 31 sierpnia-4 września 1939 roku, pod dowództwem por. Mariusza Stanisław Antoszewskiego. 20 kmk została przydzielona do Armii „Łódź”. 4 września kompania z Legionowa przejechała przez Warszawę do Łodzi, będąc bombardowana na terenie węzła warszawskiego dwukrotnie. Z Łodzi w nocy 4/5 września wyruszyła do Zduńskiej Woli. Po dotarciu do stacji kolejowej Łask ustalono, że jest zniszczona i opuszczona, a odcinek do Zduńskiej Woli jest zniszczony nalotami lotniczymi i zablokowany. Do naprawy odcinka pozostawiono jeden pluton ppor. Stefana Bortnowskiego, natomiast reszta kompanii odjechała do Łodzi. Pluton pracował do świtu 6 września, naprawiając tory i wyprowadzając zablokowany tabor. Następnie na rozkaz dowódcy 20 kmk wycofał się do Łodzi, z uwagi że nie zastał już na miejscu kompanii realizując rozkaz wycofał się przez Skierniewice do Warszawy. 8 września w rejonie Pruszkowa ok. godz.17 dostał się do niewoli niemieckiego podjazdu pancernego. Z uwagi na brak rozkazów z dowództwa Armii "Łódź", kompania 6 września samodzielnie naprawiając po drodze uszkodzenia linii kolejowych pojechała trasą Zgierz-Głowno-Sochaczew-Błonie do Warszawy. 8 września w trakcie marszu 20 kmk uwolniła zablokowany zniszczonym taborem pociąg pancerny nr 52 „Piłsudczyk”, tracąc w wyniku nalotów 1 poległego i kilku rannych. Na rozkaz Dowódcy Obrony Warszawy gen. W. Czumy kompania podjęła marsz w kierunku Brześcia n/Bugiem, przez Radzymin-Tłuszcz. 9 września przed Tłuszczem 20 kmk nawiązała kontakt z batalionem kpt. Bronisza z OZMK nr 2 i wraz z nim kontynuowała podróż. Tego dnia w pobliżu Tłuszcza w wyniku ataku lotniczego wyleciały w powietrze wagon z amunicją i drugi z materiałami wybuchowymi. Po dotarciu w rejon stacji kolejowej Sosnowe, 20 kmk włączyła się do walki jako piechota w zgrupowaniu kpt. Bronisza. Kompania zajmowała obronę od kierunku wschodniego zgrupowania, odpierając w dniach 14-21 września wielokrotne ataki oddziałów niemieckich. 17 września kompania utraciła swoje składy kolejowe na stacji Mrozy. 22 września 20 kmk maszerowała jako straż przednia zgrupowania płk Prus-Więckowskiego, podczas przebijania się do lasów nadleśnictwa Izdebno. 30 września 20 kompania została rozwiązana decyzją dowódcy zgrupowania.

#### 21 kompania mostów kolejowych
Sformowana w mobilizacji powszechnej w dniach 31 sierpnia-4 września 1939 z przeznaczeniem do odwodu dowódcy Wojsk Kolejowych w Polu i miejscem postoju na linii ćwiczebnej 2 bmk Tłuszcz-Pilawa. Dowódcą kompanii był por. sap. Emil Franciszek Tichy lub kpt. sap. Mieczysław Chołąckiewicz. Nieznany jest przebieg działań kompanii we wrześniu 1939 roku.

#### 22 kompania mostów kolejowych
Sformowana w mobilizacji powszechnej w dniach 3-7 września 1939 roku. Zgodnie z planem podlegała Armii "Modlin" z miejscem stacjonowania w Siedlcach. 8 września 22 kmk odjechała w kierunku Siedlec, dotarła do Mińska Mazowieckiego, a następnie z batalionem kpt. Bronisza brała udział w walkach zgrupowania płk Prus-Więckowskiego jako piechota. 30 września rozwiązana wraz z pozostałymi pododdziałami zgrupowania.
- dowódca kompanii – kpt. sap. Filip Krajewski
- oficer techniczny – ppor. sap. Zbigniew Musiałek[39]

#### 23 kompania mostów kolejowych
Sformowana w mobilizacji powszechnej w dniach 31 sierpnia-4 września 1939 roku. Zgodnie z planem miała wejść w skład SGO „Narew” i obsadzić linię Białystok-Grajewo. 5 września kompania wyruszyła z Legionowa i na stacji Warszawa-Praga zatrzymano się z powodu zniszczeń. Po naprawie rejonu stacji, rano 7 września 23 kmk dotarła do Cegłowa, gdzie została zbombardowana wraz ze stacją kolejową, poległo 7 saperów, a ok. 15 zostało rannych. Z uwagi na duże zniszczenia stacji kolejowej w Cegłowie, kompania została wycofana na linię Warszawa-Dęblin i przez Ryki, Łuków 8 września dotarła do Siedlec. Skąd pod dowództwem 13 GWK udała się do Łukowa, gdzie odbudowała przejazd, a następnie przemieściła się trasą Lublin-Chełm Lubelski-Kowel osiągając 17 września Rafałówkę wielokrotnie odbudowując zniszczenia na trasie. Na wieść o agresji sowieckiej 18 września 23 kmk udała się na zachód. 19 września kompania zbliżyła się do Kowla, zajętego przez wojska sowieckie. Dowódca kompanii śmiałym działaniem wraz z 23 kmk opanował dworzec, uwalniając wielu żołnierzy polskich z niewoli, pod ogniem broni maszynowej i czołgu uruchomiono kilka składów na dworcu, po czym wraz ze swoim eszelonem i innymi składami wraz z uwolnionymi żołnierzami przedarła się linią kolejową na Brześć n/Bugiem docierając do Małoryty. Tu za zgodą dowódcy 13 GWK 21 września zniszczono ciężki sprzęt i 25 września włączono 22 kmk do Grupy/Dywizji „Brzoza”. Następnie od 29 września w składzie batalionu saperów mjr C. Ułaszyna, 23 kmk uczestniczyła w działaniach i walkach 50 DP "Brzoza" i dzieliła dalsze losy SGO „Polesie” do 6 października 1939 roku. Łączne straty osobowe kompanii w poległych, rannych i zaginionych wynosiły ok. 30%.
- dowódca kompanii – por. Wacław Kosmatka
- dowódca I plutonu – ppor. sap. rez. inż. Władysław Jerzy Szczepan Kędzierski

#### 24 kompania mostów kolejowych
Sformowana w mobilizacji powszechnej na początku września. Zgodnie z planem miała wejść w skład Armii „Pomorze”, gdzie wyjechała z Legionowa, cofnięta rozkazem do Warszawy, gdzie przybyła 8 września. Nocą 8/9 września uczestniczyła w odbudowie torów kolejowych na stacji Warszawa-Praga. 9 września przeprowadziła trasą Warszawa-Otwock-Dęblin ok. 20 transportów ewakuacyjnych i 2 pociągi z amunicją. Następnie przemieszczał się trasą Lublin-Chełm Lubelski do Lubomli odbudowując po drodze uszkodzenia. 23 września 24 kmk uczestniczyła w likwidacji ukraińskiej dywersji w Lubomli wspólnie z 58 kmk. W wyniku akcji saperów kolejowych zarekwirowano u Ukraińców 11 wozów z bronią ręczną i maszynową oraz z amunicją. Aresztowano 11 dywersantów, odstawionych do Komendy Garnizonu w Chełmie Lubelskim. Po 17 września z kompanii zdezerterowało wielu żołnierzy spośród mniejszości narodowych. Opis działań kompanii jest fragmentaryczny i niekompletny.
- dowódca kompanii – NN
- oficer techniczny – por. sap. Norbert Bronisław Paprocki
- dowódca plutonu – ppor. sap. rez. inż. Ireneusz Edward Wojtulewicz

#### 25 kompania mostów kolejowych
Sformowana w mobilizacji powszechnej w dniach 1-5 września 1939 roku. Zgodnie z planem podlegała Armii „Poznań”. 6 września kompania wyjechała z Legionowa, dotarła do Warszawy i stacjonowała na Dworcu Gdańskim z uwagi na sytuację związaną z Armią "Poznań". 9 września otrzymała rozkaz wyjazdu przez Mińsk Mazowiecki, Siedlce do Brześcia n/Bugiem. 10 września kompania dotarła do Siedlec z uwagi na uszkodzenia trasy kolejowej w kierunku na Brześć przystąpiła do naprawy torów i infrastruktury kolejowej. W nocy 10/11 września niemiecki podjazd pancerny uderzył na stację w Siedlcach, wycofanie składu stało się niemożliwe, na rozkaz dowódcy kompanii zniszczono ciężki sprzęt i skład. Zabrano broń i amunicję, marszem pieszym 11 września 25 kmk dotarła do Łukowa, zajmując i organizując skład kolejowy. 12 września po dojechaniu do Brześcia n/Bugiem kompania uzupełniła braki sprzętowe z magazynów twierdzy. Sformowano nowy skład pociągu kompanijnego. Następnie trasą Kobryń-Pińsk-Łunieniec 16 września kompania dotarła do Sarn. 17 września z uwagi na agresję sowiecką 25 kmk odjechała na zachód trasą Równe-Kowel-Włodzimierz Wołyński-Hrubieszów do Zamościa, gdzie dotarła 19 września. W Zamościu, z uwagi na zniszczenia linii kolejowej i pojawiające się jednostki niemieckie, 25 kmk porzuciła pociąg i marszem pieszym pomaszerowała w kierunku Chełma Lubelskiego. Po dotarciu w okolice Chełma, kompania dołączyła do oddziałów Grupy „Chełm” płk. dypl. Władysława Płonki i dalsze działania prowadziła jako kompania piechoty. 29 września stoczyła walkę z oddziałem niemieckim koło Dzwoli i Janowa. Wraz z Grupą „Chełm” dotarła 30 września do rejonu Domostowa–Momoty, 2 października z uwagi na okrążenie przez wojska sowieckie i niemieckie oddziały płk. Płonki skapitulowały przed wojskami sowieckimi. Por. Lewandowski z 25 kmk pomaszerował do Puszczy Solskiej, tam nad Tanwią 4 października z uwagi na nasycenie terenu wojskami Armii Czerwonej 25 kmk rozwiązał, żołnierze rozproszyli się w większości do domów, część natomiast dostała się do niewoli.
- dowódca kompanii – por. inż. Zbigniew Lewandowski
- zastępca dowódcy – por. rez. Jan Jakubowski
- dowódca plutonu – ppor. sap. Żelisław Eligiusz Marian Kwiatkowski[42]
- dowódca plutonu – ppor. sap. rez. Henryk Możejko
- dowódca plutonu – ppor. sap. rez. Sokołowski
- dowódca plutonu – ppor. sap. rez. Szmit

### Czołówki warsztatowe mostów kolejowych
W ramach mobilizacji powszechnej sformowano czołówki warsztatowe mostów kolejowych typu I ze stacją elektrowagonową nr 1, nr 2 i nr 3 oraz typu II nr 4. Czołówki miały za zadanie współpracować z kmk przy większych odbudowach zwłaszcza mostów kolejowych oraz miały za zadanie naprawiać specjalistyczny sprzęt wojsk kolejowych. Czołówki podlegały bezpośrednio Dowódcy Wojsk Kolejowych w Polu (DWKwP). Czołówki typu I posiadały skład 14 wagonowy z parowozem typu lekkiego, w tym wagony: elektrownia, kuźnia, mechaniczny, montażowym, stolarnią, 4 kryte dla obsługi, kuchnią, magazynem, osobowym, krytym podoficerskim i lorą na materiały, samochód ciężarowy i motocykl. Obsługa czołówki typu I liczyła 70 żołnierzy. Czołówka typu II nie posiadała stacji elektrowagonowej, mała wagony: ślusarsko-mechaniczny, kowalsko-spawalniczy, stolarsko-ciesielski oraz wagony mieszkalne i gospodarcze. Czołówka typu II liczyła 48 żołnierzy.

#### Czołówka nr 1 typu I
Została zmobilizowana w I rzucie mobilizacji powszechnej pod dowództwem kpt. st. sp. Włodzimierza Chrzanowskiego. Zgodnie z planem przeznaczona była do składu Armii „Pomorze”, jednak pozostała do 7 września w Legionowie, 8 września przejechała do Rembertowa. 9 września pociąg z czołówką wyruszył do Mińska Mazowieckiego. 10 września skład czołówki był atakowany przez lotnictwo niemieckie, zniszczono parowóz. 12 września pociąg czołówki dotarł do Mrozów i oczekiwał na odblokowanie drogi do Siedlec. 13 września czołówkę zaatakowała niemiecka grupa dywersyjna ze wsi Łączka, w wyniku czego czołówka uległa rozproszeniu. Nieliczni żołnierze dołączyli do batalionu kpt. Bronisza.

#### Czołówka nr 2 typu I
Została zmobilizowana w I rzucie mobilizacji powszechnej. Nieznany jest jej przydział, a losy tylko fragmentarycznie. 10 września czołówka nr 2 dołączyła do batalionu kpt. Bronisza w Mińsku Mazowieckim. Prawdopodobnie jej skład wagonowy został wyprowadzony z Mrozów pod Skrudę.

#### Czołówka nr 3 typu I i nr 4 typu II
Miały być mobilizowane w I rzucie mobilizacji powszechnej z późniejszym terminem mobilizacji niż czołówki nr 1 i 2, w 7 jej dniu. Nie znane są ich losy, ani kto objął ich dowództwo.
Po ogłoszeniu mobilizacji powszechnej i zmobilizowaniu jednostek w sile ok. 5 000 żołnierzy, dowództwo batalionu przekształcono w dowództwo Ośrodka Zapasowego Saperów Mostów Kolejowych nr 2 i formowano jego pododdziały z nadwyżek rezerwistów, w tym batalion kpt. Bolesława Bronisza. Działania i walki OZSWK nr 2 zostaną omówione w osobnym artykule.

## Saperzy kolejowi

### Dowódcy pułku / batalionu
- płk Edmund Pedenkowski (1 VIII 1921 – 31 VII 1922)
- ppłk Rudolf Lochschmidt (p.o. od 1 VII 1923)
- płk SG Marian Eugeniusz Kozłowski (od 1 VIII 1922[48])
- ppłk/płk inż. Władysław Gallas (od 10 X 1923)
- mjr inż. Edward Pietroń (p.o. od 11 IX 1928)
- mjr Mikołaj Jasiński (p.o. od 21 II 1929)
- ppłk inż. Wacław Głazek (od 6 VII 1929)
- mjr Józef Bochnia (od 16 V 1931)
- mjr/ppłk Czesław Hellmann (od 10 XI 1933)
- ppłk dypl. Bohdan Chojnowski (10 XI 1938 – 26 VIII 1939)

### Kawalerowie Virtuti Militari
Żołnierze pułku odznaczeni Krzyżem Srebrnym Orderu Wojennego Virtuti Militari
1. kpr. Andrzej Andrzejczak
2. płk inż. Władysław Gallas
3. saper Jan Graś
4. ppłk inż. Kazimierz I Kowalski
5. płk SG Marian Eugeniusz Kozłowski
6. ppłk Stanisław Miszewski
7. st. sierż. Ludwik Mrula
8. ppłk Michał Antoni Orkisz
9. kpt. Wiesław Orłowski
10. płk SG Marian Przybylski
11. mjr Stefan Juliusz Spaczyński
12. płk Alfred Spett
13. sierż. Feliks Stróżyk
14. sierż. Stanisław Wieczorek
15. kpt. Andrzej Żebrecki

### Organizacja i obsada personalna w 1939
Organizacja pokojowa i obsada personalna batalionu w marcu 1939 roku:
Dowództwo batalionu
- dowódca batalionu – ppłk dypl. Bohdan Chojnowski
- I zastępca dowódcy batalionu – mjr Ułaszyn Cyprian
- adiutant – por. Juffy Edward Adam
- oficer sztabowy ds. wyszkolenia – kpt. Witold Karpowicz
- oficer poligonowy – chor. Szymanowski Józef
- starszy lekarz medycyny – ppłk dr Julian Mermon
- II zastępca dowódcy (kwatermistrz) – mjr Zieliński Zygmunt
- oficer mobilizacyjny – kpt. Kłosiński Bolesław
- z-ca oficera mobilizacyjnego – vacat
- oficer administracyjno-materiałowy – por. Norbert Bronisław Paprocki
- oficer gospodarczy – kpt. int. Łopatkiewicz Marian Leon
- dowódca kompanii gospodarczej – por. Strąk Mieczysław
- oficer placu Legionowo – por. inż. Okołowicz Wacław
- oficer żywnościowy – chor. Góralczyk Józef

- komendant parku – kpt. Haluch Benedykt
- zastępca komendanta – por. Polewski Józef

- dowódca plutonu łączności – por. Zając Józef

kompania szkolna
- dowódca kompanii szkolnej – kpt. sap. inż. Józef Paroński
- dowódca plutonu – por. Kleczyński Antoni
- dowódca plutonu – ppor. Gąsiorowski Stanisław Mieczysław
- dowódca plutonu - ppor. Milewski Józef
- dowódca plutonu - ppor. rez. pdsc. Trębski Apoloniusz Tomasz
- dowódca plutonu - chor. Piotrowski Kazimierz

1 kompania 
- dowódca 1 kompanii – por. Karmański Marceli
- dowódca plutonu – ppor. Radomski Stanisław
- dowódca plutonu – ppor. rez. pdsc. Łukaszewicz Bronisław
- dowódca plutonu - chor. Grencel Władysław
- dowódca plutonu - chor. Szaron Józef

2 kompania 
- dowódca 2 kompanii – por. Hanysz Wiesław Zygmunt
- dowódca plutonu – por. Gnich Józef

3 kompania 
- dowódca 3 kompanii – por. Lewandowski Zbigniew Józef
- dowódca plutonu – ppor. Głogowski Tadeusz
- dowódca plutonu – ppor. Kowalczyk Stanisław

4 kompania 
- dowódca 4 kompanii – por. Kaczorowski Władysław Jan
- dowódca plutonu – ppor. Hejn Janusz
- dowódca plutonu – ppor. Jerzy Adam Wieńszczak

5 kompania
- dowódca 5 kompanii – por. Wacław Kosmatka
- dowódca plutonu – ppor. Marzys Jan Bogusław

Oddelegowani na kurs
- kpt.Bury-Burzymski Stanisław
- kpt. Dobrowolski Stanisław Witold
- kpt. Godek Włodzimierz Seweryn
- kpt. Sroczyński Zdzisław
- por. Antoszewski Mariusz Stanisław
- por. Kępiński Rościsław
- por. Tichy Emil Franciszek

### Żołnierze batalionu – ofiary zbrodni katyńskiej
Biogramy zamordowanych znajdują się na stronie internetowej Muzeum Katyńskiego
| Nazwisko i imię               | stopień              | zawód                     | miejsce pracy przed mobilizacją       | zamordowany |
| ----------------------------- | -------------------- | ------------------------- | ------------------------------------- | ----------- |
| Chłopicki Stanisław           | porucznik rezerwy    | inżynier budownictwa      |                                       | Katyń       |
| Grzeliński Eugeniusz          | podporucznik rezerwy | inżynier                  |                                       | Katyń       |
| Pociej Marian                 | podporucznik rezerwy | inżynier                  | Górnicze Towarzystwo Przemysłowe      | Katyń       |
| Syski Henryk                  | porucznik rezerwy    | inżynier                  |                                       | Katyń       |
| Świerczewski Sylweriusz       | podporucznik rezerwy | technik budownictwa       |                                       | Katyń       |
| Tan Czesław                   | porucznik rezerwy    | inżynier                  | radiostacja PR w Raszynie             | Katyń       |
| Trębaczkiewicz Czesław        | porucznik rezerwy    | inżynier                  |                                       | Katyń       |
| Wencel Marian                 | podporucznik rezerwy | technik kolejnictwa       |                                       | Katyń       |
| Zieliński Zygmunt             | major                | żołnierz zawodowy         |                                       | Katyń       |
| Butkiewicz Jarosław           | podporucznik lekarz  | żołnierz zawodowy         |                                       | Charków     |
| Chaciej Romuald               | podporucznik rezerwy | technik drogowo-budowlany |                                       | Charków     |
| Grzymała-Grzymałowski Olgierd | porucznik rezerwy    | inżynier rolnik           | Zakłady „H. Cegielski” SA             | Charków     |
| Haluch Benedykt               | kapitan              | żołnierz zawodowy         |                                       | Charków     |
| Hanysz Wiesław                | porucznik            | żołnierz zawodowy         |                                       | Charków     |
| Karbowski Eugeniusz           | kapitan rezerwy      | inżynier                  |                                       | Charków     |
| Kołwzan Mieczysław            | porucznik rezerwy    | inżynier dróg i mostów    | PKP w Baranowiczach                   | Charków     |
| Kowalski Stanisław Stefan     | porucznik rezerwy    | urzędnik                  | bank w ?                              | Charków     |
| Krasnopolski Wacław           | podporucznik rezerwy | technik kolejnictwa       | PKP w Częstochowie                    | Charków     |
| Lichacz Włodzimierz           | kapitan              | żołnierz zawodowy         |                                       | Charków     |
| Łopatkiewicz Marian           | kapitan              | żołnierz zawodowy         |                                       | Charków     |
| Mikosza Feliks                | podporucznik rezerwy | technik drogowo-wodny     | Zarząd Miejski w Brześciu             | Charków     |
| Niwiński Alfred               | podporucznik rezerwy | nauczyciel                | Gimnazjum im. R. Traugutta w Brześciu | Charków     |
| Suchorski Tadeusz             | porucznik rezerwy    | mierniczy                 | Zarząd Miejski Bydgoszcz              | Charków     |

## Symbole pułku

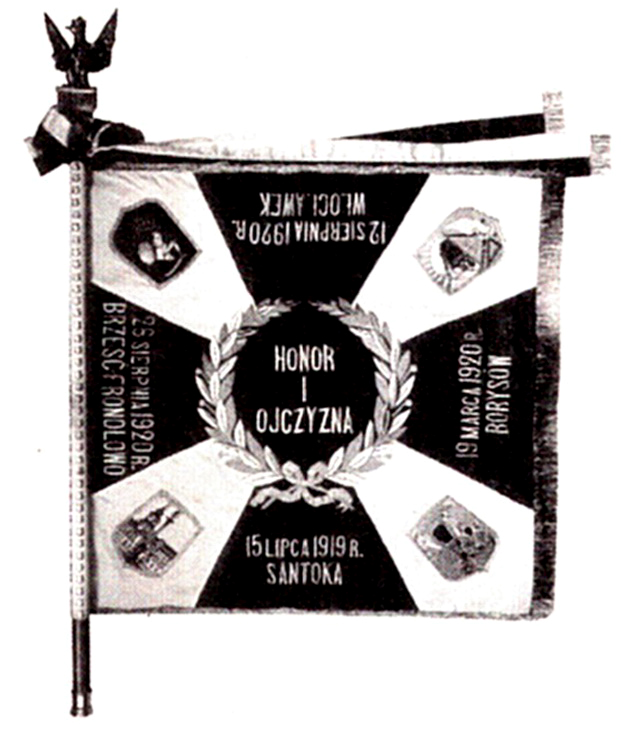
prawa strona płatu sztandaru

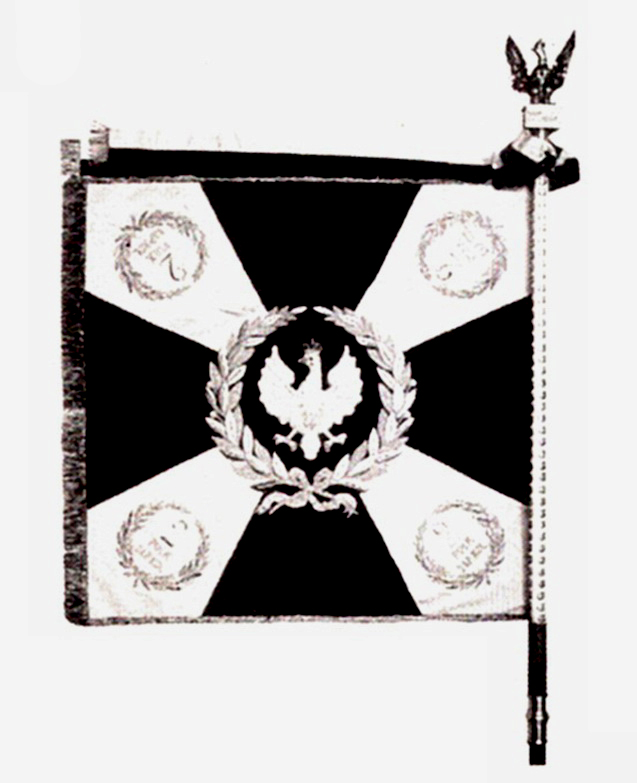
Lewa strona płatu sztandaru

Chorągiew pułku (sztandar batalionu)
W piątek 26 sierpnia 1927, w Jabłonnie, Prezydent RP Ignacy Mościcki wręczył pułkownikowi Władysławowi Gallasowi chorągiew 2 pułku saperów kolejowych ufundowaną ze składek pracowników Warszawskiej Dyrekcji Okręgowej Kolei Państwowych. Ceremonię wręczenia chorągwi poprzedziła msza odprawiona przez biskupa polowego WP Stanisława Galla.
20 września 1927 Prezydent RP Ignacy Mościcki zatwierdził wzór lewej strony płachty chorągwi 2 pułku saperów kolejowych.
Prawa strona płatu miała wzór regulaminowy, na lewej zaś umieszczono na ramionach amarantowego krzyża kawalerskiego następujące napisy: na górnym - 12 sierpnia 1920 r. Włocławek, na dolnym – 15 lipca 1919 r. Santoka, na lewym – 26 sierpnia 1920 r. Brześć – Fronołowo, na prawym 19 marca 1919 r. Borysów. Na białych polach pomiędzy ramionami krzyża kawalerskiego umieszczono na tarczach: w prawym dolnym rogu – wizerunek Matki Boskiej Częstochowskiej, w lewym dolnym rogu – wizerunek fragmentu Zamku Królewskiego w Warszawie z kolumną Zygmunta, w lewym górnym rogu – herb Warszawy, w prawym górnym rogu – emblemat 2 pułku saperów kolejowych, używany do czasu nadania odznaki. Przedstawiał on cyrkiel, ekierkę, koło wagonowe ze skrzydełkiem kolejowym i skrzyżowane szyny kolejowe, pomiędzy którymi znajdowała się cyfra 2. W górnej części emblematu umieszczony był parowóz na tle promienistego słońca.
Do 8 września sztandar znajdował się w koszarach batalionu. Tego dnia około godz. 22.00 sztandar został zapakowany do kasetki transportowej przez komendanta parku, kpt. Benedykta Halucha i wraz z dowództwem Ośrodka Zapasowego Saperów Mostów Kolejowych Nr 2 wyruszył do Brześcia nad Bugiem.
11 września sztandar wraz z dowództwem Ośrodka został przewieziony do Kowla, pozostawał tu do 16 września. 17 września sztandar znalazł się w Czartorysku. W drodze pomiędzy Czartoryskiem a Łuckiem, podpułkownik Grodecki, po naradzie z podpułkownikiem Olczakiem i kapitanem Zielińskim rozkazał spalić sztandar. Sztandar został spalony na wzgórku nieopodal wsi. Nazwa wsi pozostaje nieznana.
Odznaka pamiątkowa
6 września 1929 Minister Spraw Wojskowych, marszałek Polski Józef Piłsudski zatwierdził wzór i regulamin odznaki pamiątkowej 2 pułku saperów kolejowych.
Odznaka wybita w srebrze o wymiarach 41 x 41 mm ma kształt równoramiennego krzyża o ściętych końcach ramion. Krzyż pokryty czerwona emalią, a obrzeża czarną. Na krzyżu znajduje się orzeł stojący na skrzydle kolejowym. Na piersi orła została umieszczona czarno emaliowana tarcza z numerem „2”. Orzeł ma złocone szpony i koronę. Krzyż i orzeł zostały połączone czterema nitami. Rewers odznaki jest gładki. Słupek mosiężny z gwintem calowym. Odznaki żołnierskie były również dwuczęściowe, zgrzewane, ale wykonane ze srebrzonego tombaku.

## Dziedzictwo tradycji
16 lutego 2012 sekretarz stanu Czesław Mroczek z upoważnienia Ministra Obrony Narodowej podpisał decyzję Nr 39/MON w sprawie przejęcia dziedzictwa tradycji i sztandaru rozformowanego 2 Inowrocławskiego pułku komunikacyjnego, nadania wyróżniającej nazwy „Inowrocławski” i imienia patrona gen. Jakuba Jasińskiego oraz ustanowienia dorocznego święta 2 pułku inżynieryjnego w dniu 19 kwietnia.